# Religió de l'antic Egipte

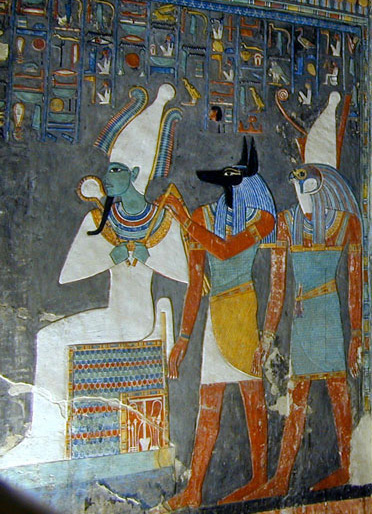
Osiris, Anubis i Horus, de la pintura d'una tomba

La religió de l'antic Egipte engloba les diferents creences religioses i rituals practicats pels pobladors de l'antic Egipte, durant més de tres mil anys, abans de l'arribada del cristianisme. Les seves pràctiques van ser prohibides en temps de Justinià I, l'any 535 dC.
El seu desenvolupament i influència va perdurar més de tres mil anys, variant aquestes creences a través del temps, per tant, un article o fins i tot un llibre, no pot fer més de resumir la multitud d'entitats i temes d'aquest sistema complex de creences. La iconografia egípcia és molt diferent de la grega o romana: en la mitologia egípcia moltes deïtats es representen amb cos humà i el cap d'un animal.
Les idees religioses dels antics egipcis van tenir dues fases:
- Durant l'època predinàstica, van divinitzar aquells fenòmens naturals que els desconcertaven, o els infonien por, dels que no coneixien la raó del seu procedir, van associar aquestes divinitats amb les característiques de certs animals, i els van representar amb forma humana encara que conservant trets zoomorfs: el falcó en el déu Horus, "l'elevat", déu del cel. El gos egipci, o xacal del desert, "el guardià de les necròpolis", es converteix en un déu protector, Anubis. El cocodril del Nil, un perill constant, en un déu temut, venerat a la regió d'El Faium, etc. A més els van atribuir conceptes humans, com la relació familiar, de manera que es van formar tríades compostes per un déu, la seva dona i el seu fill, i també passions humanes per la qual cosa se'ls rendia culte fent ofrenes als temples a canvi de favors demanats, o rebuts.
- Tot i l'agrupació dels pobles egipcis en les "Dues Terres": l'Alt i el Baix Egipte, cada un dels nomós (províncies) va mantenir les seves deïtats protectores, el que significava la veneració a desenes de déus, que adquirien major o menor rellevància segons la importància que tingués cada ciutat: a Heliòpolis s'adorava Ra, a Tebes a Ammon, a Memphis a Ptah i Hator, etc.

Els sacerdots dels temples principals van començar a organitzar aquesta multitud de déus i explicar les seves relacions, la creació del món, les crescudes del Nil, etc., Ideant i sistematitzant les creences en les denominades teologia heliopolitana, teologia tebana, etc., Reflectides en els Textos de les Piràmides, o el Llibre dels Morts, als que va seguir la redacció d'altres similars.

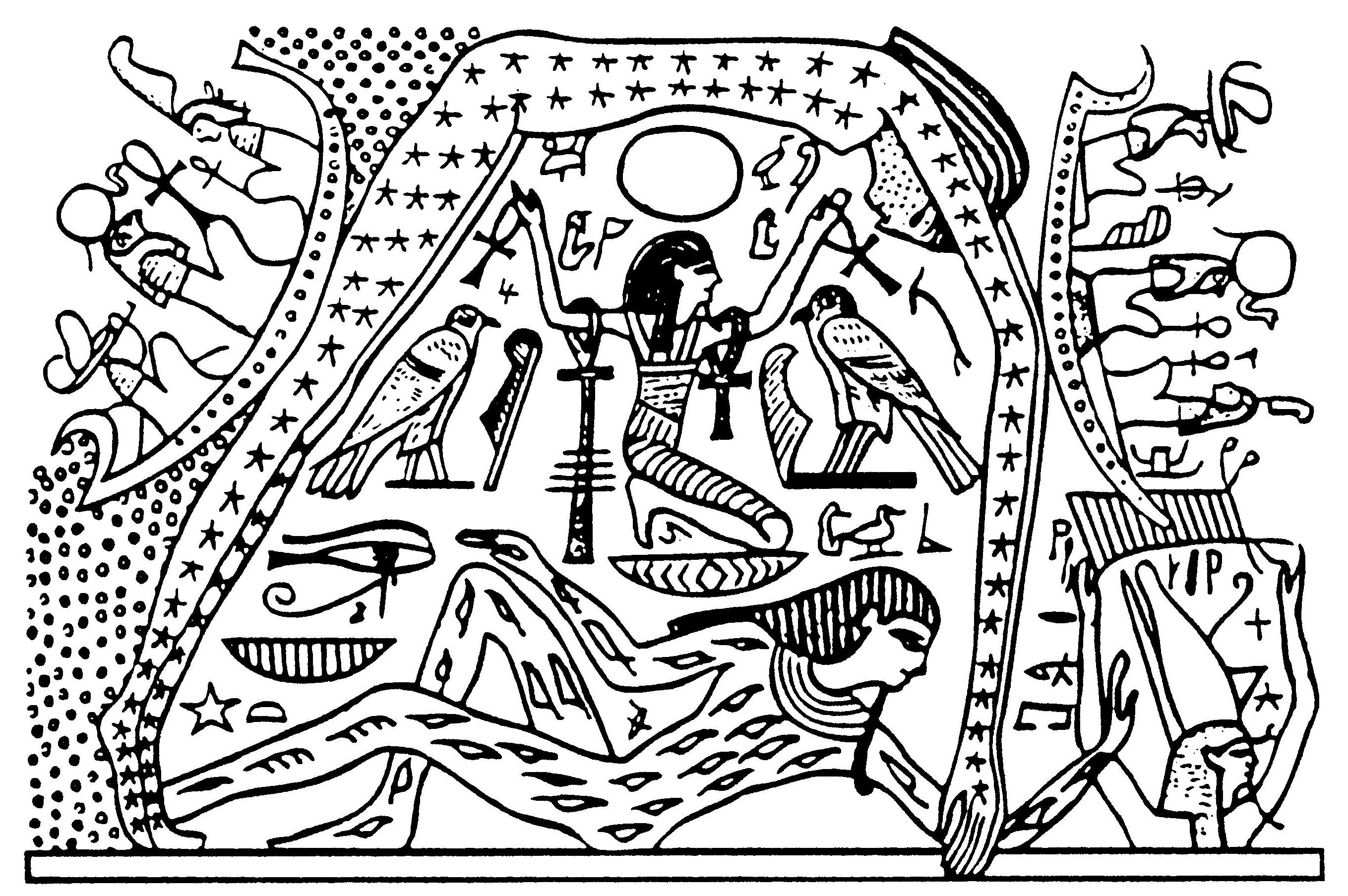
Geb, a la zona inferior, amb Shu i Nut.

La seva visió estava basada en el seu propi país, terra fèrtil al costat d'un riu i amb un desert al voltant. Per tant, el món per a ells es dividia en tres regions:
- El Cel, Nu, domicili dels déus, la deessa celeste Nut, "La gran que va parir als déus", era representada com una dona amb el cos arquejat cobrint tota la Terra.
- La Terra, morada dels homes, la Casa de Geb, el déu creador, representat com un home estirat sota Nut.
- L'inframón, o Duat, el regne dels morts, on va governar Horus, i posteriorment Osiris, espai recorregut en la seva barca solar per Ra durant la nit, i per on transitaven els esperits dels difunts esquivant els perills del Més Enllà.

## Déus
Les principals divinitats estaven organitzades en cinc grups diferents:
- L'Ennèada d'Heliòpolis "Les ànimes de Thot": Atum, Shu, Tefnut, Nut, Geb, Isis, Osiris, Neftis i Seth; el déu principal és Atum.[1]
- L'Ogdoad d'Hermòpolis: Num, Nunet, Heh, Hehet, Kek, Keket, Amon i Amonet; d'on va sorgir el déu Ra.
- La tríada d'Elefantina: Jnum - Satis - Anuket (on Jnum és el déu primordial).
- La tríada de Tebes: Amon-Mut-Khonsu (on el déu principal és Amon).
- La tríada de Memphis: Ptah - Sekhmet - Nefertum (on Ptah era el déu principal, és inusual el fet que els déus no estaven relacionats abans que aquesta fos formalitzada).

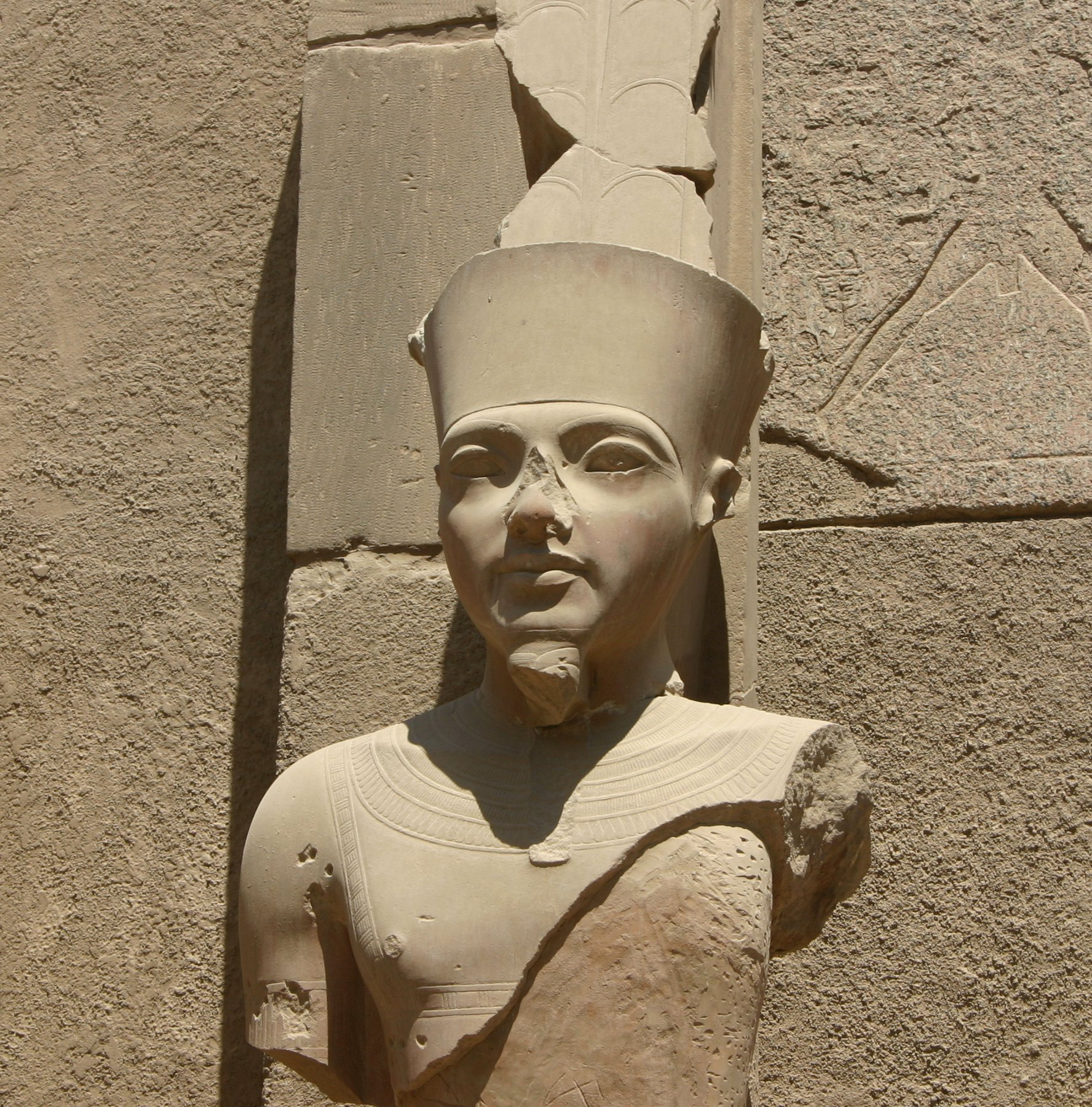
Imatge d'Amon, a Karnak.

Mentre els líders dels diversos grups guanyaven i perdien influència, les creences dominants es transformaven, combinaven i se sincretitzaven. Ra i Atum es van convertir en Atum-Ra, amb les característiques de Ra com dominants, i posteriorment Ra va ser assimilat al seu torn per Horus, com Ra-Horajti. Després que Ptah es convertís en Ptah-Seker, va ser assimilat per Osiris, convertint-se en Ptah-Seker-Osiris.
Amb les deesses va passar el mateix: Hathor va assimilar inicialment les característiques d'altres deesses, però en última instància va ser assimilada amb Isis. Els déus malèfics van ser amalgamats de la mateixa forma, com Seth, que originalment era un heroi, va assimilar totes les característiques dels déus malvats, al qual van condemnar posteriorment per haver estat elegit com déu protector dels governants Hicsos.
Durant l'època d'influència hel·lènica sobre Egipte, el que va perdurar amb més vigor va ser la tríada: Osiris, Isis, i Horus, i el seu enemic Seth, tal com s'exemplifica a la "Llegenda d'Osiris i Isis". La tríada havia assimilat molts dels cultes i deïtats anteriors, i cada déu era adorat en el seu lloc preferent de veneració: Osiris a Abidos, Isis a Denderah, i Horus a Edfú. Fins i tot en aquesta etapa, continuava la fusió, amb Osiris com un aspecte d'Horus (i viceversa), dirigint-se a poc a poc cap al monoteisme. No obstant això, el monoteisme, o més aviat henoteisme, havia sorgit amb anterioritat, fugaçment, al segle XIV aC, quan Akhenaton havia intentat prioritzar el culte d'Aton, en la forma de disc solar, encara que va ser violentament rebutjat posteriorment pel clergat i el poble egipci.
Segons el Papir de Torí, diversos déus van governar Egipte: Ptah, Ra, Shu, Geb, Osiris, Seth, Thot, Maat i Horus; cadascun durant immensos períodes. Després van regnar els Shemsu Hor durant 13.420 anys, abans de sorgir la primera dinastia de faraons. Així, els predecessors de Narmer van ocupar el tron egipci durant 36.620 anys.
Principals divinitats egípcies

Amon
Ra
Isis
Osiris
Horus
Maat
Ptah
Thot

- Llista de noms jeroglífics dels déus egipcis

## Vida després de la mort
La creença inicial en la immortalitat de déus i faraons, posteriorment estesa a la resta dels egipcis, va significar que es practiqués l'embalsamament i la momificació, per poder preservar la integritat de l'individu en la vida futura, segons els textos de la mitologia egípcia.

### Esperit humà
Els antics egipcis consideraven que l'esperit humà estava format pel Ba, el Ka i l'Akh. Els egipcis creien que l'esperit dels difunts era conduït per Anubis cap al lloc del judici, a la "sala de les dues veritats", i el cor del mort, que era el símbol de la moralitat del difunt, es pesava, en una balança, contra una ploma que representava el Maat, el concepte de veritat, harmonia i ordre universal. Si el resultat era favorable, el difunt és portat davant Osiris a Aaru, però, Ammut, "el devorador de cors", que es representava com un ésser barreja de cocodril, lleó i hipopòtam, destruïa aquells cors si la sentència era negativa, i n'impedia la seva immortalitat.

### Les paraules justes
El Llibre dels Morts era una sèrie de 190 fórmules màgiques, adaptades a les circumstàncies particulars de cada individu, les quals eren dipositades al costat del difunt, o gravades en els murs de la tomba per facilitar el seu viatge per la Duat, també contenia les paraules adequades a utilitzar en el seu judici: les paraules justes. Un dels millors exemples del Llibre dels Morts és el Papir d'Ani, creat al voltant de 1240 aC, que a més de textos conté moltes imatges d'Ani i la seva esposa en el seu viatge a través del món dels morts. Isis era la germana d'Osiris i la mare d'Horus.

## Període monoteista

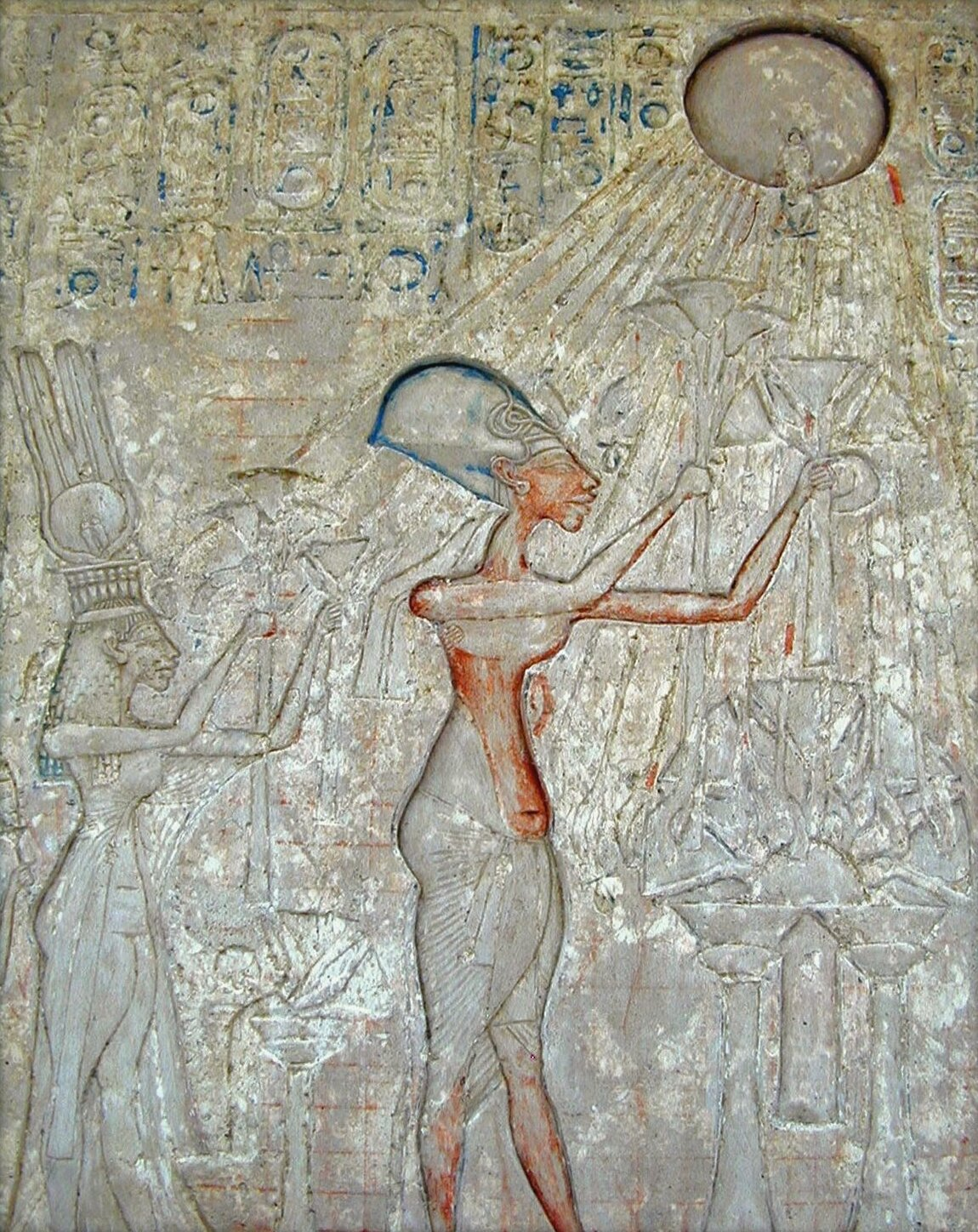
Akhenaton i la seva família venerant a Aton, a Tell al-Amarna (Amarna).

Un interval curt del monoteisme (atonisme) va passar sota el regnat de Akhenaton, enfocat a la deïtat egípcia del sol, Aton. Akhenaton va proscriure la veneració d'altres déus i va construir una nova capital, Aketatón (Amarna), al voltant del temple per Aton.
El canvi religiós va perdurar només fins a l'època de Tutankamon, el fill d'Akhenaton i d'una dona secundària. Per ser aquest canvi molt impopular va ser ràpidament proscrit. De fet, l'esborrat dels noms d'Akhenaton i Tutankamon dels murs i de les llistes reals es relaciona amb aquest radical canvi religiós.
Després de la caiguda del faraó d'Amarna, el panteó egipci original va perdurar com fe dominant, fins a la imposició del cristianisme copte i, posteriorment, de l'islam, encara que els egipcis van continuar tenint relacions amb altres cultures monoteistes, com els hebreus. Sorprenentment, el poble egipci amb prou feines va oposar resistència a la difusió del cristianisme, explicat de vegades afirmant que Jesús, originalment, era un sincretisme vinculat principalment a Horus, amb Isis representant a la Mare de Déu.

### Henoteisme i altres teories
Alguns egiptòlegs consideren aquest culte més pròxim a l'henoteisme; diversos erudits, sobretot aquells amb tendències religioses judeocristianes, opinen que és incorrecte veure aquest període com monoteista, i indiquen que els egipcis no adoraven Aton, sinó a la família reial com a part del panteó dels déus, que rebrien la seva energia divina d'Aton. Altres estimen que Moisès i Akhenaton eren el mateix personatge.

## Concepció de l'Univers
Des del principi, Egipte va estar aïllat i en bona part fou autosuficient. Els seus habitants es consideraven "les" persones per autonomàsia, condició que negaven als estrangers, i el seu país era "la terra". El Nil permetia, amb la seva crescuda anual, una agricultura pròspera que no exigia grans esforços. el clima era sec i uniforme. L'economia del país no requeria mà d'obra esclava, i la vall del Nil només podia ser envaïda des del Sinaí per la qual cosa es desconeixien les intrusions que amb tanta freqüència sofrien els habitants de la Baixa Mesopotàmia. En definitiva, tot induïa a l'equilibri (fins i tot el Nil era com una línia que dividia simètricament Egipte) i que l'existència transcorregués sense alts i baixos.

## Animals sagrats
En un medi així, els mites no necessiten explicar fenòmens naturals terrorífics, i els únics que escapen a aquest aparent ordre són els animals: el falcó, el xacal, el cocodril. Aquests animals no s'ajusten a les regles, i els mou alguna força misteriosa (pel seu prolongat vol de planatge, es creia que el Sol movia el falcó; és per això que se li atorgà aquest símbol). Sembla, que el fet de "sortir-se de la norma" els convertí en atributs divins i formaren part de l'anatomia híbrida (home i animal) de molts déus; o bé reberen culte directament, com a símbols vius d'influències superiors (l'escarabat piloter, que en empènyer la bola a què dona forma imita el curs del Sol).

## Influències externes
Egipte va mantenir relacions amb els habitants de Núbia, Líbia i Palestina, els pobles fronterers, comercials o bèl·liques en diversos períodes. També va ser influït pels governants grecs ptolemaics, que van regnar a Egipte durant 300 anys. Egipte finalment va ser incorporat a l'Imperi Romà, governat inicialment per Roma i posteriorment des de Constantinoble, fins a la conquesta àrab.

### Període Hikse: dinastia XV i dinastia XVI
Després de l'enfonsament de l'Imperi Mitjà comença l'anomenat segon període intermedi d'Egipte. Durant aquesta època, en el delta del Nil sorgeixen els governants Hicsos (immigrants asiàtics), que dominen Egipte personalment, o mitjançant mandataris vassalls (dinastia XV i dinastia XVI). És l'auge del déu Seth, posteriorment criticat després de l'expulsió dels Hicsos.

### Període libi: dinastia XXII a dinastia XXV
Egipte va tenir durant molt de temps llaços amb Líbia. Després de la mort de Ramsès XI, el gran sacerdot d'Amon Herihor tom el control d'Egipte fins que van ser substituïts (sense signes de lluita evident) pels reis libis de la dinastia XXII. El primer rei de la nova dinastia, Sheshonq I, va servir com a general sota els mandataris de la dinastia XXI. Se sap que ell va designar al seu propi fill.

### Període Ptolemaic (304-30 aC)
Va començar amb Ptolemeu I Soter i terme amb Cleòpatra VII. Ptolemeu I Soter "salvador", va fundar la dinastia Ptolemaica, la qual governaria Egipte uns 300 anys. Els Ptolemeus van promoure el culte a Serapis, deïtat sincrètica d'Osiris i Apis. Diversos reis ptolemaics van adoptar el costum egipci de casar-se amb les seves germanes, i molts van governar conjuntament amb les seves esposes. L'últim dels Ptolemeus, la famosa Cleopatra, va ser una de les escasses reines que governaria a Egipte.

### Període Romà (30 aC a 639 dC)
Egipte va ser incorporat a l'Imperi Romà i governat, primer, des de Roma i posteriorment des de Constantinoble (fins a la conquesta àrab). L'esdeveniment més revolucionari de la història de l'Egipte romà va ser la introducció del cristianisme al segle ii. Al principi va ser perseguit vigorosament per les autoritats romanes, que van témer la discòrdia religiosa més que qualsevol altra cosa, en un país on la religió havia estat sempre suprema. Però ràpidament va guanyar adherents entre els jueus d'Alexandria. D'aquests, va passar als grecs, i posteriorment als egipcis nadius, els quals van trobar satisfactòries les seves promeses de salvació personal i els seus ensenyaments sobre igualtat social. L'any 535, les seves antigues pràctiques van ser prohibides per Justinià I, clausurant els últims temples que romanien oberts.

## Festes dels antics egipcis

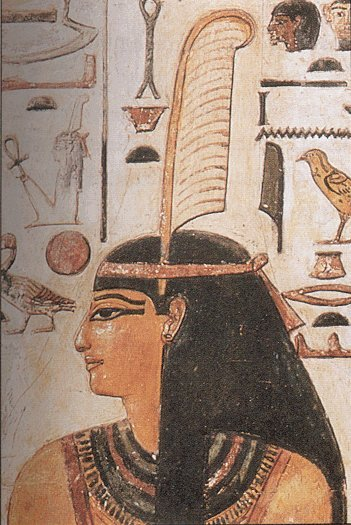
Maat representada com una divinitat.

Cap poble ha tingut més cerimònies religioses que els antics egipcis, ja que no només van escollir com a objectes de culte tota mena d'animals, sinó fins als llegums dels jardins. Així com els egipcis van ser els primers a inventar la major part de les divinitats paganes conegudes dels grecs, també van ser els primers que van establir les festes celebrades en honor seu, la pompa del seu culte, les cerimònies, els oracles, etc.
Les festes principals d'aquest poble, com les dels perses i dels indis, van ser establertes segons les èpoques naturals de l'any: la més solemne, anomenada "la festa de les Lamentacions d'Isis" o de la desaparició (mort) d'Osiris, començava el 17 de "athyr" o 13 de novembre, segons Plutarc
Aquesta festa estava consagrada al dol ia les llàgrimes: cap al solstici d'hivern se celebrava "la Busca d'Osiris," i el gener "tybi" o 2 de gener la "arribada d'Isis" a Fenícia: pocs dies després la festa de la "Reaparició d'Osiris" unia els crits d'alegria de tot Egipte a l'alegria pura d'Osiris: la festa de les llavors i de la sepultura d'Osiris, ja que la mort d'Osiris és un símbol essencialment agrícola, la de la seva "resurrecció," quan comencen a brollar les plantes, la de la "prenyat de Isis," del naixement del seu fill Harpòcrates, a qui s'oferien les primícies de la collita, i la de les "Pamylias o de la processó del Phallus" (fal·lus), unides més o menys a les precedents, queien en un gran període que abraçava la meitat de l'any, des del equinocci de tardor fins al de la primavera, i del mes "phaophi" al mes "pharmurti" (des del 28 de novembre al 21 de març), a principis del qual se celebrava la "Purificació d'Isis:
Poc abans de la lluna nova de "phamenoth" (març), solemnitzada els egipcis l'entrada d'Osiris a la lluna (lluna-lunus, hermafrodita), a la qual se suposava fecundada, perquè al seu torn fecundes a la terra; el 30 de "epiphi" (24 de juliol) se celebrava la festa del Naixement d'Horus, representant d'Osiris i vencedor de Tifó en el segon gran període que s'estenia des del mes "pharmuthi" fins al "Thoth", des del 27 de març al 29 d'agost, en què tornava a principis de l'any:
Horus, fill d'Isis i d'Osiris, era l'emblema de l'estació en què el Sol alimenta tot, penetrant l'atmosfera amb la calor protector, els combats de Tifó i d'Horus marcaven les qualitats mortíferes que en certa estació es carrega el aire de l'Egipte, i que la influència benigna del Sol arriba a neutralitzar.
A més d'aquestes festes generals a tot l'Egipte, hi havia festes locals, algunes de les quals atreien un immens concurs de població: com eren les festes de Bubastis a la ciutat d'aquest nom, la de Neith o Minerva a Sais, anomenada la festa de les "Llums enceses," la del Sol a Heliòpolis, la de Buto o Latona, a la ciutat d'aquest nom, la de Mart a Paprenis, enumerades per Heròdot:
Totes les festes egípcies se celebraven a la lluna nova o plena: la de les "Llums enceses," s'assembla molt a la dels "Fanals," que se celebra encara a la Xina: consistia aquella festa a encendre al voltant de les cases multitud de llums plenes d'oli i de sal i se les deixava cremar tota la nit. Qui no ha sentit parlar de les festes que se celebraven per tot l'Egipte quan neix un nou bou Apis? Els sacerdots sortien a buscar amb gran pompa per conduir primer a Heliòpolis, on estava quaranta dies, i després a Memphis on estava preparada la seva habitació: quan moria, era un dia de dol i una festa fúnebre general per a tot l'Egipte. Aquest país devia al Nil tan gran fertilitat que no és estrany que els supersticiosos egipcis fessin d'ell un déu: així és que celebraven en el seu honor festes anomenades "Niliacas".
A més, el Nil era una de les formes sota les quals adoraven Osiris. El 24 de setembre, en el solstici d'estiu,
 era quan arribava a la seva major altura d'inundació benefactora d'aquest riu que presentava llavors l'espectacle d'un rialler arxipèlag pel qual passaven multitud de barques. El 24 de setembre era, doncs, un dia d'alegria i una de les festes més solemnes en què s'obrien les preses del riu al soroll de les aclamacions universals i dels crits d'alegria d'una immensa multitud: la pantera que llançaven al riu era una ofrena que es feia al déu; aquestes festes duraven set dies, durant els quals es creia que els sacerdots gaudien d'una treva amb els cocodrils i podien banyar-se sense perill en el Nil
Des dels Ptolomeus, principalment en temps dels romans, res igualava a la brillantor i a la solemnitat de les festes del déu Serapis que va destronar, o almenys va esborrar les antigues divinitats entre els egipcis, com Mithra l'havia fet entre els perses: Serapis era aleshores el déu universal d'Egipte, i el seu culte tendia a la unitat cristiana de la mateixa manera que el de Mithra.

## Temples

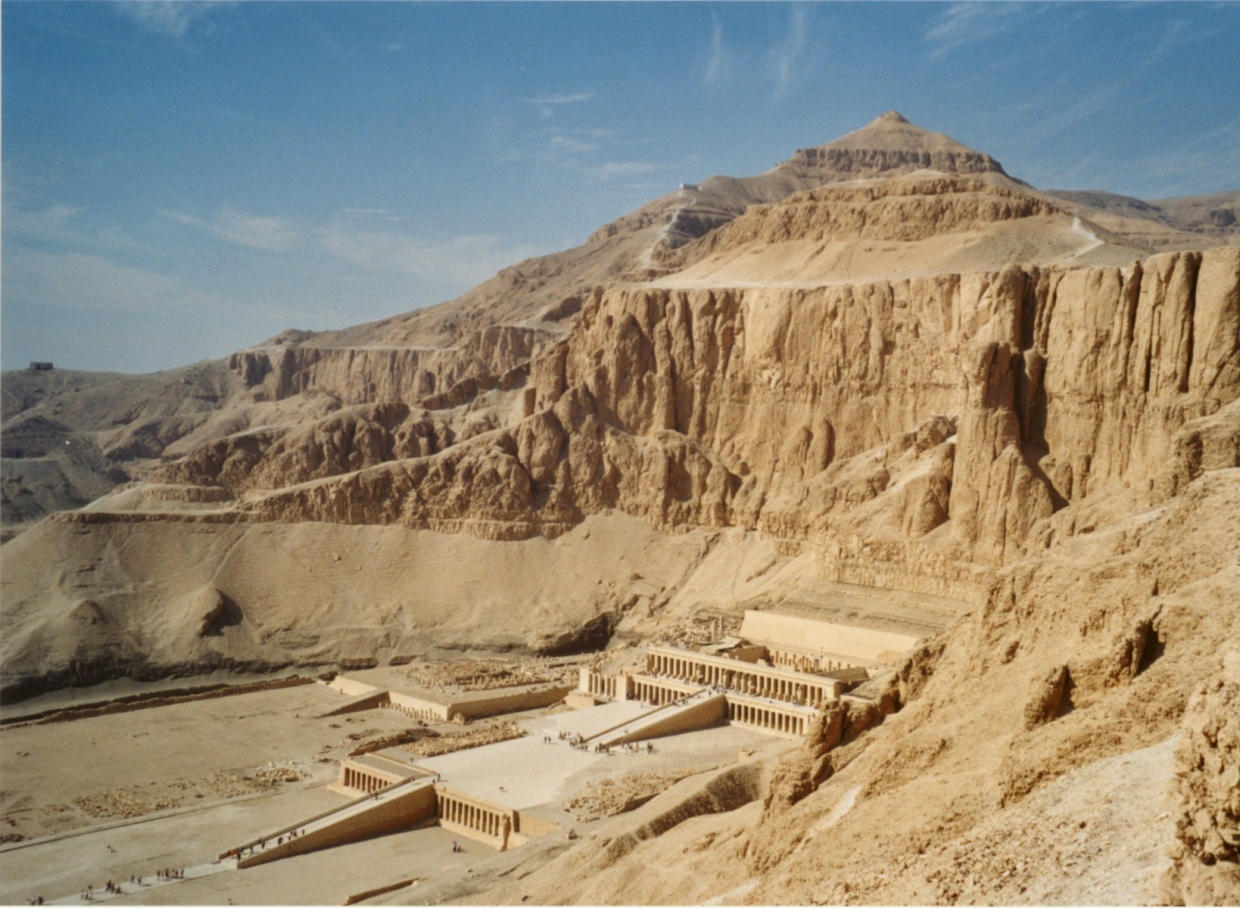
Temple de Hatshepsut a Deir el-Bahari.

Molts temples encara romanen en peu, altres estan en ruïnes per erosió i vandalisme; bastants han desaparegut, malauradament, en ser utilitzats com a pedrera de materials per a altres construccions. El faraó Ramsès II va ser un gran promotor, restaurador i, per desgràcia, també usurpador de temples de faraons precedents.
Els temples més importants estan en els actuals emplaçaments:
- Temple de Hatshepsut: conjunt de temples de Mentuhotep II (dinastia XI), Hatshepsut i Tuthmosis III (dinastia XVIII). El complex funerari de Hatshepsut, amb amplis patis escalonats i estructura de columnes de gran harmonia (construït uns mil anys abans que el cèlebre Partenó d'Atenes, una de les més belles obres arquitectòniques).
- Karnak: complex de temples, ampliats durant cinc-cents anys, a Tebes, la capital de l'antic Egipte des de l'Imperi Mitjà.
- Temple de Luxor: iniciat per Amenhotep III i ampliat per Ramsès II, era el centre cerimonial del festival d'Opet.
- Abu Simbel: dos grans temples (speos) de Ramsès II, al sud d'Egipte, a la riba occidental del riu Nil.
- Abidos: temples de Seti I i Ramsès II. Lloc de veneració dels primers faraons, amb un gran complex funerari.
- El Ramesseum, temple commemoratiu de Ramsès II, al costat de la necròpolis tebana, l'edifici principal es va dedicar al culte funerari.
- Medinet Habu: temple commemoratiu de Ramsès III. Complex de temples datats des de l'Imperi Nou.
- Edfú: temple ptolemaic situat entre Assuan i Luxor.
- Denderah: complex dels temples. L'edifici principal és el temple de Hathor.
- Kom Ombo: temple de la regió que va controlar les rutes comercials dels Núbia a l'Alt Egipte.
- Illa de Files: temple d'Isis (Ast), construït en l'època ptolemaica.